# Dorian van Rijsselberghe
Dorian Benno Eric van Rijsselberge (Den Burg, 24 de noviembre de 1988) es un deportista neerlandés que compite en vela en la clase RS:X. 
Participó en dos Juegos Olímpicos de Verano, obteniendo dos medallas de oro, en Londres 2012 y Río de Janeiro 2016, ambas en la clase RS:X.
Ganó ocho medallas en el Campeonato Mundial de RS:X entre los años 2009 y 2020, y dos medallas en el Campeonato Europeo de RS:X, oro en 2019 y plata en 2015.

## Palmarés internacional
| \| Juegos Olímpicos \| Juegos Olímpicos \| Juegos Olímpicos \| Juegos Olímpicos \| \| Año \| Lugar \| Medalla \| Clase \| \| ------------------ \| ----------------------- \| ----------------- \| ---------------- \| \| 2012 \| Londres (Reino Unido) \| Medalla de oro \| RS:X \| \| 2016 \| Río de Janeiro (Brasil) \| Medalla de oro \| RS:X \| \| Campeonato Mundial \| \| \| \| \| Año \| Lugar \| Medalla \| Clase \| \| 2009 \| Weymouth (Reino Unido) \| Medalla de bronce \| RS:X \| \| 2011 \| Perth (Australia) \| Medalla de oro \| RS:X \| \| 2013 \| Búzios (Brasil) \| Medalla de plata \| RS:X \| \| 2015 \| Al-Mussanah (Omán) \| Medalla de bronce \| RS:X \| \| 2016 \| Eilat (Israel) \| Medalla de plata \| RS:X \| \| 2018 \| Aarhus (Dinamarca) \| Medalla de oro \| RS:X \| \| 2019 \| Torbole (Italia) \| Medalla de plata \| RS:X \| \| 2020 \| Sorrento (Australia) \| Medalla de plata \| RS:X \| \| Campeonato Europeo \| \| \| \| \| Año \| Lugar \| Medalla \| Clase \| \| 2015 \| Mondello (Italia) \| Medalla de plata \| RS:X \| \| 2019 \| El Arenal (España) \| Medalla de oro \| RS:X \| |                         |                   |       |
| Juegos Olímpicos |                         |                   |       |
| Año | Lugar                   | Medalla           | Clase |
| 2012 | Londres (Reino Unido)   | Medalla de oro    | RS:X  |
| 2016 | Río de Janeiro (Brasil) | Medalla de oro    | RS:X  |
| Campeonato Mundial |                         |                   |       |
| Año | Lugar                   | Medalla           | Clase |
| 2009 | Weymouth (Reino Unido)  | Medalla de bronce | RS:X  |
| 2011 | Perth (Australia)       | Medalla de oro    | RS:X  |
| 2013 | Búzios (Brasil)         | Medalla de plata  | RS:X  |
| 2015 | Al-Mussanah (Omán)      | Medalla de bronce | RS:X  |
| 2016 | Eilat (Israel)          | Medalla de plata  | RS:X  |
| 2018 | Aarhus (Dinamarca)      | Medalla de oro    | RS:X  |
| 2019 | Torbole (Italia)        | Medalla de plata  | RS:X  |
| 2020 | Sorrento (Australia)    | Medalla de plata  | RS:X  |
| Campeonato Europeo |                         |                   |       |
| Año | Lugar                   | Medalla           | Clase |
| 2015 | Mondello (Italia)       | Medalla de plata  | RS:X  |
| 2019 | El Arenal (España)      | Medalla de oro    | RS:X  |